# 溫里希·馮·克尼普羅德

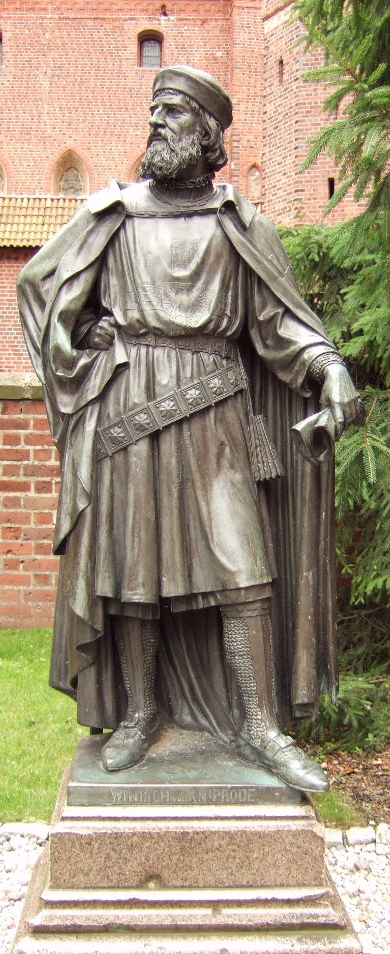
馬爾堡內的溫里希·馮·克尼普羅德塑像

溫里希·馮·克尼普羅德（德語：Winrich von Kniprode，1310-1382年）是條頓騎士團的第22任大團長。他是任職時間最長的大團長，擔任該職位31年（1351-1382年）。
溫里希·馮·克尼普羅德於1310年出生在科隆附近的萊茵河畔蒙海姆。他曾擔任但澤（1338-1341）和巴爾加（1341-1343）的指揮官（Komtur）。1341年晉升為大元帥。1351年，溫里希被選為大團長。他不斷與立陶宛大公國爭奪進入利沃尼亞的通道。他在魯道戰役中取得了勝利。溫里希於1382年去世，被安葬在馬爾堡城堡聖安娜教堂的地下陵墓中。